# Javier Pereira
Javier Pereira né le 5 novembre 1981 à Madrid, est un acteur espagnol.

## Biographie
Au cours de son enfance, il a abandonné ses études et a trouvé sa véritable place dans le monde du théâtre. Pour obtenir une bonne éducation, il est entré à l'âge de 14 ans dans l'école de théâtre de Cristina Rota, dans lequel l'actrice Raquel Pérez a enseigné.
Il s'est révélé au grand public grâce à son travail dans les séries BF1 (1999-2000) et Ulo (1997-2001).
Paul Malo a embauché Javier pour jouer dans un film dramatique en 2004, aux côtés de Marisa Paredes et Unax Ugalde, Le Soleil d'hiver (Frío sol de invierno). 
Il a joué dans la série Question de sexe (Cuestión de sexo), aux côtés d'Ana Fernandez. Il y interprète un jeune homme se prénommant Charlie. Sa vie est facile et il ne pense qu'au sexe. 
En 2008, il interprète Pablo (avec l'actrice Ruth Díaz) dans le film d'épouvante Les Disparus.

## Filmographie
Sauf mention contraire, la plupart des titres sont cités en version originale.
Films
- 2002 : ¡Hasta aquí hemos llegado! de Yolanda García Serrano
- 2004 : Frío sol de invierno de Pablo Malo
- 2005 : A golpes de Juan Vicente Córdoba
- 2005 : Heroína de Gerardo Herrero
- 2006 : La bicicleta de Sigfrid Monleón
- 2006 : Tu vida en 65 minutos de María Ripoll
- 2006 : Días azules de Miguel Santesmases
- 2008 : Les Disparus de Paco Cabezas
- 2008 : 8 citas de Peris Romano et Rodrigo Sorogoyen
- 2011 : N'aie pas peur (No tengas miedo) de Montxo Armendáriz
- 2013 : Stockholm de Rodrigo Sorogoyen
- 2016 : Que Dios nos perdone de Rodrigo Sorogoyen

Courts métrages
- 1997 : Campeones d'Antonio Conesa
- 2004 : El último día del principio de tu vida de Carlos Castel
- 2006 : Busco de Carlos Cuenca y Arturo Turón
- 2007 : Puro Teatro de David Furones Belver
- 2007 : Traumalogía de Daniel Sánchez Arévalo
- 2008 : Misericordiam Tuamb de Juanra Fernández

Télévision
- 1996-1997 : El Súper
- 1998 : Señor Alcalde
- 1999-2000 : Nada es para siempre como Zacarías
- 2000 : Hospital Central
- 2000 : Policías, en el corazón de la calle
- 2001-2002 : Al salir de clase
- 2002-2005 : El Comisario
- 2007-2009 : Cuestión de sexo
- 2011 : Gran Hotel

## Théâtre
- Procesos, Centro Cultural Puerta de Toledo
- Amarillo Moliere, Instituto San Isidro
- Catarsis del tomatazo, Sala Mirador, dirigé par Cristina Rota.

## Distinctions

### Récompenses
- Goyas 2014 : Meilleur espoir masculin pour Stockholm

### Nominations
- Goyas 2017 : Meilleur acteur dans un second rôle pour Que Dios nos perdone